# Zigui
Zigui (chiń. upr. 秭归县; chiń. trad. 秭歸縣; pinyin Zǐguī Xiàn) – powiat w zachodniej części prefektury miejskiej Yichang w prowincji Hubei w Chińskiej Republice Ludowej. Liczba mieszkańców powiatu w 2010 roku wynosiła 367107. Siedzibą administracyjną powiatu jest gmina miejska Maoping.

## Historia
Powiat Zigui został utworzony za panowania Zachodniej dynastii Han. W 577 roku zmieniono nazwę powiatu na Changning, jednak już w 583 roku przywrócono poprzednią nazwę. W 619 roku, za rządów dynastii Tang, obszar Zigui wszedł w skład prefektury Gui, a w 742 roku przeszedł pod administrację komanderii Badong. Po zlikwidowaniu komanderii przez cesarza Suzonga, w 758 roku tereny Zigui ponownie znalazły się w granicach prefektury Gui. W 1377 roku Zigui po raz drugi przemianowano na Changning. Trzy lata później, w 1380 roku powiat zlikwidowano, a jego miejsce powołano prefekturę Gui. W 1729 roku prefekturę Gui przemianowano na Zhili i włączono do prowincji Hubei. W 1735 roku prefekturę Zhili zdegradowano do rangi powiatu i umieszczono ją pod administracją prefektury Yichang. Powiat Zigui przywrócono w 1912 roku. W związku z budową Zapory Trzech Przełomów, w 1998 roku zmieniono granice powiatu i przeniesiono jego siedzibę z miejscowości Guizhou do Maoping.